# 아이디얼 층
층 이론에서, 아이디얼 층(ideal層, 영어: sheaf of ideals)은 어떤 가환환층의 각 단면환에 아이디얼을 대응시키는 가군층이다. 스킴의 준연접 아이디얼 층은 닫힌 부분 스킴과 대응한다.

## 정의
환 달린 공간 {\displaystyle (X,{\mathcal {O}}_{X})}의 아이디얼 층 {\displaystyle {\mathcal {I}}}는 다음 조건을 만족시키는, {\displaystyle {\mathcal {O}}_{X}}의 아벨 군층으로서의 부분층이다.
- 임의의 열린집합 {\displaystyle U\subseteq X}에 대하여, {\displaystyle \Gamma (U;{\mathcal {O}}_{X})\cdot \Gamma (U;{\mathcal {I}})\subseteq \Gamma (U;{\mathcal {I}})}

## 성질
스킴 사이의 닫힌 몰입 {\displaystyle f\colon Y\to X}에 대하여, 그 핵 {\displaystyle \ker f}는 {\displaystyle {\mathcal {O}}_{X}}의 준연접 아이디얼 층을 이룬다.:115, Proposition II.5.9 또한, 만약 {\displaystyle X}가 뇌터 스킴이라면 이는 연접 아이디얼 층을 이룬다.
스킴 {\displaystyle X}에 대하여, 다음 두 집합 사이에 표준적인 일대일 대응이 존재한다.:115, Proposition II.5.9
- {\displaystyle X}의 닫힌 부분 스킴들의 집합
- {\displaystyle X}의 준연접 아이디얼 층의 집합

구체적으로, 닫힌 부분 스킴 {\displaystyle f\colon Y\to X}에 대응하는 아이디얼 층은 {\displaystyle \ker f^{\#}}이다. 반대로, 준연접 아이디얼 층 {\displaystyle {\mathcal {I}}}에 대응하는 닫힌 부분 스킴은 {\displaystyle {\mathcal {O}}_{X}/{\mathcal {I}}}의 지지집합
{\displaystyle \operatorname {supp} {\mathcal {O}}_{X}/{\mathcal {I}}=\{x\in X\colon ({\mathcal {O}}_{X}/{\mathcal {I}})_{x}\neq 0\}}
이다. 즉, 줄기가 0인 점들의 부분 집합이다. 그렇다면 {\displaystyle (\operatorname {supp} {\mathcal {O}}_{X}/{\mathcal {I}},{\mathcal {O}}_{X}/{\mathcal {I}})}는 {\displaystyle X}의 닫힌 부분 스킴을 이룬다.

## 예
스킴 {\displaystyle (X,{\mathcal {O}}_{X})}에서, 어떤 아핀 열린 덮개에서 구조층의 영근기로 구성된 아이디얼 층 {\displaystyle {\mathcal {J}}}를 생각할 수 있다. 이는 항상 준연접층이며, 이에 대응하는 닫힌 부분 스킴은 {\displaystyle X_{\operatorname {red} }}이다. 이는 항상 축소 스킴이며, {\displaystyle X}와 위상 공간으로서 동형이지만, 그 층 구조는 다를 수 있다.